# 中野収
中野 収（なかの おさむ、1933年4月26日 - 2006年1月14日）は、日本の社会学者、法政大学名誉教授。

## 来歴
長野県松本市出身。東京都立日比谷高等学校を経て、1957年東京大学文学部社会学科卒業。1963年同大学院博士課程中退、法政大学社会学部専任講師、1965年助教授をへて1972年教授、2004年定年退職、名誉教授。
コミュニケーション論、記号論、メディア論が専門領域であり、テレビ批評、若者文化論などで人気があった。「しゅう」とも読まれた。2001年『メディア人間』で大川出版賞。法政大学では噂の眞相誌で知られる岡留安則や、宅八郎などがゼミ生だった。

## 著書

### 単著
- 『ビートルズ現象』（紀伊国屋書店、1978年）
- 『現代人の情報行動』（日本放送出版協会［NHKブックス］、1980年）
- 『メディアの快楽』（勁草書房、1983年）
- 『ナルシスの現在――自愛と自虐の倫理』（時事通信社、1984年）
- 『コミュニケーションの記号論――情報環境と新しい人間像』（有斐閣、1984年）
- 『演戯するサル――会社劇場のコードを読む』（講談社、1985年）
- 『まるで異星人――現代若者考』（有斐閣、1985年）
- 『若者文化の記号論――感性時代のヒーロー・ウォッチング』（PHP研究所、1985年）
- 『メディアと人間――コミュニケーション論からメディア論へ』（有信堂高文社、1986年）
- 『新人類語――異人種を迎えるビジネスマンのために』（ごま書房、1986年）
- 『「スキャンダル」の記号論』（講談社［講談社現代新書］、1987年）
- 『歴史のなかの若者たち（8）現代史のなかの若者』（三省堂、1987年）
- 『若者文化術語集――時代の気分を読む』（リクルート出版、1987年）
- 『キー・シンボルことばの社会探険』（桐原書店、1989年）
- 『東京現象』（リクルート出版、1989年）
- 『メディアの中の人間――現代文化を読む』（日本放送出版協会、1989年）
- 『若者文化人類学――異人としての若者論』（東京書籍、1991年）
- 『いま家族を問う（8）「家族する」家族――父親不在の時代というが...』（有斐閣、1992年）
- 『都市の「私物語」――メディア社会を解読する』（有信堂高文社、1993年）
- 『90年代ニッポン・ノート』（東京書籍、1994年）
- 『戦後の世相を読む』（岩波書店、1997年）
- 『メディア人間――コミュニケーション革命の構造』（勁草書房、1997年）
- 『メディア空間――コミュニケーション革命の構造』（勁草書房、2001年）

### 共著
- （平野秀秋）『コピー体験の文化――孤独な群衆の後裔』（時事通信社、1975年）
- （平野秀秋）『円盤に乗ったコミューン――コラージュ・現代文化』（光風社書店、1977年）
- （早川善治郎・藤竹暁・北村日出夫・岡田直之）『マス・コミュニケーション入門』（有斐閣［有斐閣新書］、1979年）

### 共編著
- （早川善治郎）『マスコミが事件をつくる――情報イベントの時代』（有斐閣、1981年）
- （北村日出夫）『日本のテレビ文化――メディア・ライフの社会史』（有斐閣、1983年）
- （仲村祥一）『大衆の文化――日常生活の心情をさぐる』（有斐閣、1985年）

### 訳書
- G・H・ミード『精神・自我・社会』（青木書店、1973年）
- アシュレー・モンタギュー、フロイド・メイトソン『「非人間化」の時代』（TBSブリタニカ、1986年）